# Poco più di niente/La prima sigaretta
Poco più di niente/La prima sigaretta è un singolo del cantautore italiano Enrico Ruggeri, pubblicato nel 1985.

## Descrizione
Il brano sul lato A, Poco più di niente, tratto dall'album Tutto scorre, ha partecipato al Festivalbar 1985.
Il lato B, La prima sigaretta, è inedito su LP.
Entrambi i brani sono arrangiati da  Luigi Schiavone, Arturo Zitelli ed Enrico Ruggeri

## Tracce
Lato A
1. Poco più di niente (Enrico Ruggeri; edizioni musicali Edizioni musicali Penelope, Suvini Zerboni)

Lato B
1. L'ultima sigaretta (Enrico Ruggeri; edizioni musicali Penelope, Suvini Zerboni)